# Основно училище „Княз Александър I“
Основно училище „Княз Александър I“ е основно училище с курс на обучение от I до VII клас. Намира се в централния район на Пловдив, на ул. "Хан Кубрат" 15,  в една сграда с хуманитарната гимназия „Св. св. Кирил и Методий“. Финансирането му е общинско.  
Учебният процес се провежда на две смени. Училището осигурява  целодневна организация на учебния ден при желание на учениците от първи, втори, трети и четвърти клас.
История
Основно училище “Княз Александър I “ е приемник на най-старото училище в страната. Създадено през 1850 година от Найден Геров, за кратко време се превръща в просветно селище на България. На 20.10.1885 година, непосредствено след Съединението е тържественото откриване на новопостроената сграда, в която се помещава и до днес. На него присъстват Александър Батенберг, Стефан Стамболов, Найден Геров, много държавни и обществени дейци. В речта си, директорът Димитър Агура се обръща с молба към княза, да вземе под свое покровителство училището и то да носи неговото име. Това събитие е отразено в паметната книга на училището и е потвърдено с подписите на присъстващите официални лица.
Именити Ученици
От класните стаи на това училище тръгват към науката, културата и обществения живот неговите ученици: Иван Вазов, Петко Славейков, Пейо Яворов, Димчо Дебелянов, Георги Бакалов; достигат до академични звания известните учени: Чакалов, Вълканов и др. Открояват се имената и на бъдещите общественици, политици и държавници: Константин Стоилов, Иван Евстатиев Гешов, Андрей Ляпчев и др. Възпитаник на това училище е и най-светлата личност в нашата история – Васил Левски.
Сайт на училището: www.оу-княз-александър.com